# Cantó de Chaource
El cantó de Chaource és un antic cantó francès del departament de l'Aube, situat al districte de Troyes. Té 25 municipis i el cap és Chaource. Va desaparèixer el 2015.

## Municipis
- Avreuil
- Balnot-la-Grange
- Bernon
- Chaource
- Chaserey
- Chesley
- Coussegrey
- Cussangy
- Étourvy
- Les Granges
- Lagesse
- Lantages
- Lignières
- La Loge-Pomblin
- Les Loges-Margueron
- Maisons-lès-Chaource
- Metz-Robert
- Pargues
- Praslin
- Prusy
- Turgy
- Vallières
- Vanlay
- Villiers-le-Bois
- Vougrey

## Història
| Data d'elecció                           | Identitat                     | Partit                              | Qualitat |
| ---------------------------------------- | ----------------------------- | ----------------------------------- | -------- |
| 1945-1953                                | François Chandon de Briailles | Divers droite, després RPF          |          |
| 1953-1958                                | Georges Richert               | Divers droite                       |          |
| 1958-1982                                | Camille Martin                | UFF, després Centrista, després UDF |          |
| 1982-1994                                | Bernard Coutord               | UDF                                 |          |
| 1994-2015                                | Jean Pouillot                 | UDF, després NC                     |          |
| les dades anteriors no són pas conegudes |                               |                                     |          |
|                                          |                               |                                     |          |

## Demografia
| A partir de 1990: Població sense dobles comptes |